# Fidel Trias Pagès
Fidel Trias Pagès (Sabadell, 18 de novembre de 1918 - 27 de gener de 1971) va ser un pintor sabadellenc considerat un dels últims representants de la pintura religiosa catalana del segle xx.

## Biografia
Als catorze anys es matricula a l'Escola de Belles Arts de Barcelona. L'any 1936, amb l'esclat de la Guerra Civil, es veu obligat a abandonar els estudis la carrera incipient de pintor. Acabada la guerra, però, torna a agafar els pinzells i inicia una trajectòria artística que ja no interromprà fins a la seva mort, l'any 1971.
Va fer diverses pintures murals a Sabadell, Sant Feliu del Racó, Sant Llorenç Savall, Bellaterra i Barcelona (església de la Mercè), amb un estil figurativista suaument estilitzat i geometritzat. Va conrear també el paisatge i el retrat.

## Vida artística
És un exemple indiscutible d'un home que va dedicar tota la seva vida a l'art, d'una manera apassionada i autoexigent. La seva vocació artística es manifesta molt aviat: fa la primera exposició l'any 1942. La Guerra Civil l'obliga a interrompre durant uns anys una carrera que ja començava a donar fruits prou madurs per anunciar una solidesa, un rigor i un ofici que s'anirien reafirmant fins a la seva mort, tristament prematura.
Aquella primera exposició, celebrada a l'Acadèmia de Belles Arts de Sabadell, va ser també l'inici d'una estreta vinculació amb aquesta entitat, de la qual va convertir-se en un dels seus membres més actius en èpoques especialment crítiques per a la supervivència de la institució.
Al principi, la seva pintura es compon bàsicament de retrats, motius florals, paisatges i natures mortes, uns temes que recuperarà en els últims anys de la seva vida.
L'any 1952 marca la incorporació a la seva obra de la temàtica religiosa, que hi anirà adquirint protagonisme fins a constituir-ne el gruix principal i quedarà plasmada en una sèrie d'obres murals, que s'inicia a la capella del Santíssim Sagrament de Sant Feliu del Racó i té el seu punt àlgid en el conjunt de l'església sabadellenca de Sant Oleguer.
La concepció que Fidel Trias tenia de l'art mural pot quedar breument il·lustrada per les seves pròpies paraules:
«Una pintura mural ha de cenyir-se a la forma del fragment de recinte que recobreix. El pla d'un mur, l'accident d'una finestra, la corba d'un arc, la concavitat d'una volta... Cal que estigui estructurada dins d'uns ritmes d'arquitectura [...], renunciant a les il·lusions de la perspectiva i respectant el pla de la paret.
Però tot això no és res, tot just començar, plantejar només. L'encert, el moment feliç, es dona -si es dona- després, gratuïtament, molt de tant en tant i entremig d'hores de feina.»
Es conserva obra de Fidel Trias Pagès al Museu d'Art de Sabadell.

## Exposicions[6]

### Exposicions individuals
- 1942. Acadèmia de Belles Arts de Sabadell.
- 1944. Acadèmia de Belles Arts de Sabadell.
- 1957. Acadèmia de Belles Arts de Sabadell.

### Exposicions collectives
- 1944. Acadèmia de Belles Arts de Sabadell.
- 1945. Exposició Nacional de Belles Arts. Madrid.[7]
- 1946. Col·lectiva de socis del Cercle Sabadellès
- 1955. Segon Saló Biennal de Belles Arts. Caixa d'Estalvis de Sabadell.
- 1957. Tercer Saló Biennal de Belles Arts. Caixa d'Estalvis de Sabadell.
- 1959. Quart Saló Biennal de Belles Arts. Caixa d'Estalvis de Sabadell.